# Elizardo Aquino
José Elizardo Aquino Jara (Luque, 8 de marzo de 1825–Paso Pucú, 19 de julio de 1866) fue un general paraguayo, héroe de la guerra de la Triple Alianza. Fue uno de los primeros altos jefes militares paraguayos en morir, siendo coronel en el momento de ser baleado en combate.

## Biografía
José Elizardo Aquino nació en isla Zárate,actualmente parte de Luque un 8 de marzo de 1825. Era el quinto de los once vástagos del matrimonio constituido por el español Patricio Aquino y la paraguaya Rosa Isabel Jara,sus hermanos tenían de nombre Ladislao Antonio,Juan Tomás, Maria Ana, Felicia, José Claudio, Vicente Ignacio, Vicencia, José Blas y José María de Jesús.

### Trayectoria militar

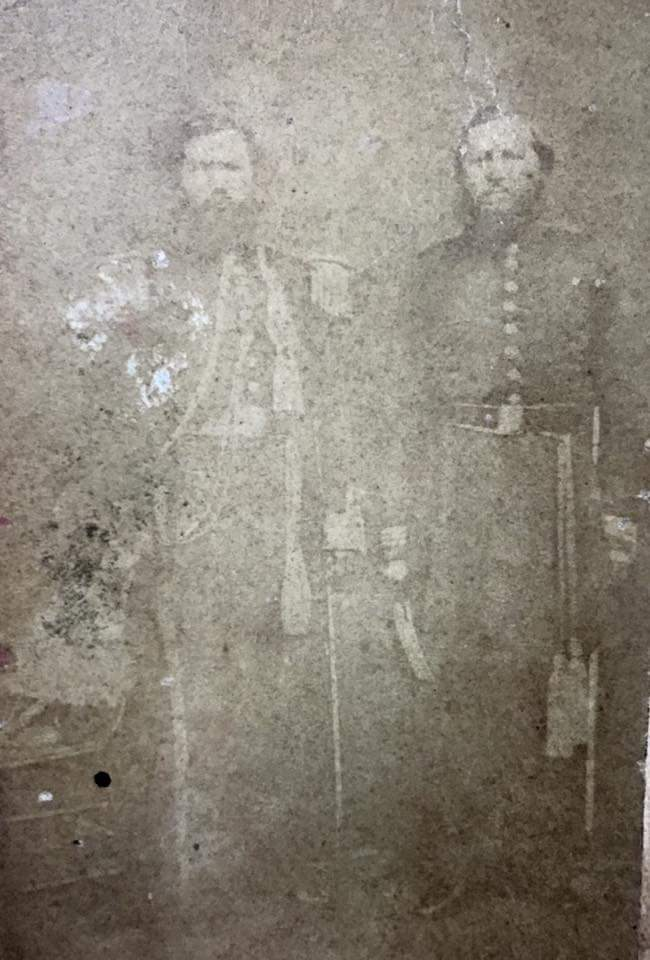
Generales Aquino y Bruguez

En 1847 Aquino ingresó en el Ejército Paraguayo como integrante del Batallón n.º 2 de Asunción.
Fue trasladado al campamento Paso de Patria (en el extremo suroeste del país, a 380 km de Asunción), recientemente instalado. Debido a sus condiciones en materia artesanal, fue puesto muy joven al frente de la fundición de hierro de Ybycuí, donde se fabricaban cañones y municiones para el ejército.
Más tarde trabajó en los Astilleros de la Ribera, donde desarrolló tareas de carpintero naval.
Colaboró (con sus famosos «chaflaneros») en la construcción del primer ferrocarril paraguayo, entre Areguá y Paraguarí.
Cuando comenzó la Guerra de la Triple Alianza, Aquino (de 39 años) fue ascendido a capitán.
Creó el Cuerpo de Zapadores y trabajó en la fortificación de Humaitá (a más de 300 km al suroeste de Asunción), y se embarcó al norte bajo el mando del coronel Vicente Barrios. En la primera campaña, la de Matto Grosso, tuvo una relevante actuación que le mereció menciones especiales por parte del mariscal López. En 1865 se distinguió en las operaciones del Sur comandadas por el teniente coronel José María Bruguez.
Participó heroicamente en las batallas de Riachuelo (sucedida el 12 de junio de 1865, en el sur de la ciudad argentina de Corrientes), en paso de Mercedes y en Paso de Cuevas. Su intrepidez le valió el nombre de Tigre de la Vanguardia, y le valieron la Orden Nacional del Mérito y el ascenso a teniente coronel.
Poco tiempo después de la batalla de Estero Bellaco (el 2 de mayo de 1866) fue ascendido al rango de coronel.
Antes de la batalla de Boquerón, bajo las órdenes del general José E. Díaz y del mayor Jorge Thompson, organizó las trincheras en los campos de Boquerón y Sauce. En la memorable acción del 16 de julio de 1866, Aquino dirigió personalmente los batallones 6.º, 7.º y 8.º en un contraataque para recuperar posiciones perdidas.
En uno de los avances, cuando el enemigo brasileño se retiraba en completo desorden, Aquino se lanzó montado en un caballo overo por el medio de los soldados enemigos.

Durante el combate, este coronel daba gritos para entusiasmar a las tropas y decía que quería matar con sus propias manos a algunos «negros». Luego de decir eso, Aquino clavó las espuelas en su caballo y, con aire alegre y una sonrisa en los labios, se lanzó sobre los brasileños que se retiraban, matando a un soldado «africano retinto» que encontró en su camino.
Francisco Doratioto, Maldita guerra

Aquino fue alcanzado en el vientre por una bala de rifle de otro de los soldados brasileños que huían. Sus ayudantes lo recogieron y lo trasladaron al cuartel general de Paso Pucú. Allí, Solano López lo ascendió a general de brigada en su lecho de muerte. Falleció finalmente poco después y sus restos fueron sepultados en las cercanías de aquel cuartel.

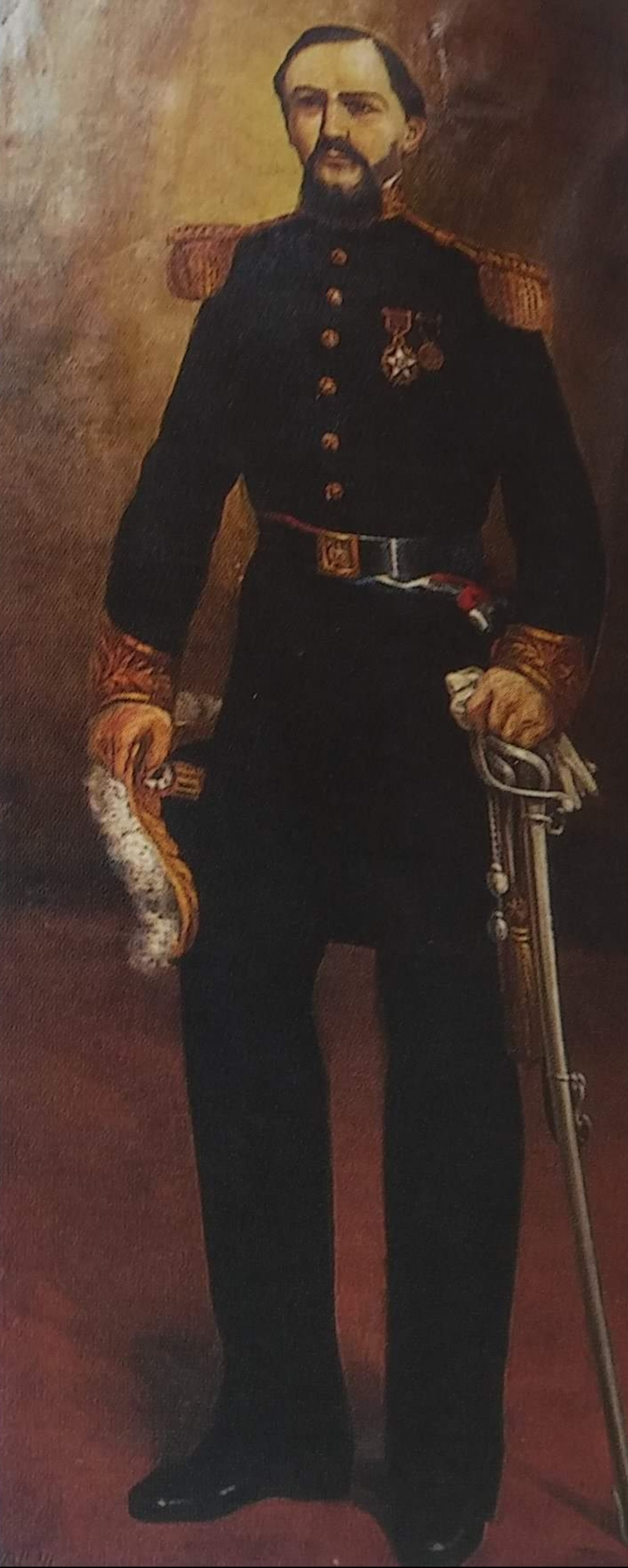
Retrato hecho por pablo alborno.

Ciento dos años después, el 27 de noviembre de 1968, la junta municipal de Luque (1965-1970), designada por el presidente Alfredo Stroessner, hizo trasladar los restos de Aquino desde el cementerio militar de Paso Pucú hasta Luque para ser depositados en el mausoleo construido en su honor en la plaza Elizardo Aquino de la ciudad de Luque.
El proyecto arquitectónico del mausoleo fue realizado por el estudiante luqueño de arquitectura César Vera, con el patrocinio del Dr. Reinerio Martínez Duarte.

## Pueblo «General Elizardo Aquino»
La colonia Nueva Trinacria, una aldea poblada con inmigrantes italianos, que se encuentra a 278 km al noreste de la capital (Asunción), fue renombrada General Elizardo Aquino.

## El alférez Aquino
En la historia de esta guerra, existe un alférez Aquino (se desconoce si es uno de los hermanos del general Elizardo Aquino):

El día 27 de agosto [de 1869] las tropas del dictador apresaron a tres espías, dos hombres y una mujer, espías aliados de nacionalidad paraguaya que habrían confesado que su contacto era el aflérez Aquino, de la escolta presidencial, y que tenían como proyecto asesinar a Solano López. El alférez fue detenido y llevado ante Solano López, quin lo indagó sobre el plan de matarlo. Este hecho habría sido confirmado por Aquino. Entonces se entabló el siguiente diálogo:

—Sí, señor, planeaba matarlo por varios motivos: perdimos nuestra patria y si continuamos hasta aquí fue solamente para acompañarlo. Y a pesar de eso Vuestra Excelencia se vuelve cada día más tirano.

—Ah, ¿entonces es así? Pero no tuvo suerte...

—Es verdad, señor, Vuestra Excelencia llevó la mejor parte. Pero no ha de faltar otro que tenga más suerte y consiga matarlo.
Juan Crisóstomo Centurión: Memorias : reminiscencias históricas sobre la guerra del Paraguay

Solano López llamó entonces al comandante de la escolta presidencial, coronel José Vicente Mongelós, a otros 16 oficiales y a 86 militares de jerarquía inferior. A pesar de que reconoció que Mongelós era inocente de haber participado en la imaginaria conspiración, Solano López lo condenó a muerte y le dijo: «Mongelós, sé que usted es personalmente inocente de la conspiración, pero tampoco sabía nada sobre ella y por eso lo voy a mandar fusilar: ignorar lo que ocurre en su propio hogar es un delito muy grave, y el regimiento es una gran familia».
Arturo Bray: Solano López, soldado de la gloria y del infortunio

Mongelós y el vicecomandante del batallón de escolta presidencial, mayor Riveros, fueron fusilados de frente. A los demás acusados se los fusiló por la espalda. El 7 de septiembre de 1869 Solano López acampó en la margen derecha del arroyo Capivarí, y allí mandó matar a lanzazos a algunos otros soldados del batallón de escolta presidencial que estarían implicados en la conspiración.
Francisco Doratioto: Maldita guerra